# Søren Frederiksen (Fußballspieler, 1972)
Søren Frederiksen (* 27. Januar 1972 in Frederikshavn) ist ein ehemaliger dänischer Fußballspieler und -trainer. Er wurde zweimal Torschützenkönig und ist mit 139 Toren in 335 Spielen der zweitbeste Torschütze in der Geschichte der Superliga.

## Karriere

### Verein
Frederiksen spielte in seiner Heimatstadt in der Jugend bei Frederikshavn fI, bis er 1989 zu Viborg FF wechselte. Dort wurde er zunächst in der zweiten Mannschaft eingesetzt. Am Ende der Spielzeit 1990 stieg Viborg aus der ersten Liga ab und kehrte 1993 in die höchste Spielklasse zurück. Dort bestritt Frederiksen sein erstes Spiel am 1. Spieltag der Saison 1993/94 beim 3:1-Heimsieg gegen Ikast FS, bei dem er das Tor zur zwischenzeitlichen 2:1-Führung für Viborg erzielte.
Nach der Herbstrunde 1993 wechselte Frederiksen zu Silkeborg IF. Zum Zeitpunkt des Wechsels hatte er 13 Tore für Viborg erzielt. Bei Silkeborg gelangen ihm fünf weitere Treffer. Am Ende der Saison wurde Frederiksen mit Silkeborg dänischer Meister und mit 18 Treffern Torschützenkönig der Liga, was ihm eine Nominierung für die dänische Nationalmannschaft einbrachte. Die darauffolgende Saison verlief weniger erfolgreich. In zwölf Partien gelangen ihm zwei Tore. 
Zur Saison 1995/96 kehrte er zu Viborg FF zurück, von wo er in der Winterpause der Spielzeit 1997/97 zu Aalborg BK wechselte. Mit AaB gewann er 1999 seine zweite Meisterschaft und stand im Finale des dänischen Pokals. Trotz seines Tores zum zwischenzeitlichen 1:1-Ausgleich gegen den AB Gladsaxe verlor sein Team mit 1:2. Im darauffolgenden Jahr erreichte AaB erneut das Pokalfinale. Gegen seinen ehemaligen Klub Viborg FF wurde Fredriksen in der 61. Spielminute für Anders Andersson eingewechselt, konnte die 0:1-Niederlage jedoch nicht abwenden. In der Liga schloss er die Saison 1999/2000 mit 14 Treffern gemeinsam mit zwei weiteren Spielern als zweitbester Torschütze ab.
In der Winterpause der Saison 2000/01 kehrte Frederiksen erneut nach Viborg zurück und belegte mit 19 Saisontoren hinter Peter Graulund und Henrik Pedersen den dritten Platz in der Torschützenliste. In der Saison 2002/03 wurde er mit 18 Toren gemeinsam mit Jan Kristiansen von Esbjerg fB zum zweiten Mal Torschützenkönig der Superliga. 
Aufgrund einer langwierigen Verletzung an der Achillessehne wurde Frederiksen nur noch sporadisch als Einwechselspieler eingesetzt. Nach seinem ersten Einsatz in der Saison 2004/05 am zweiten Spieltag konnte er sein nächstes Spiel erst wieder am 23. Spieltag bestreiten. Insgesamt kam er auf sechs Einsätze in der Liga, in denen er ein Tor erzielte. Nach drei Einsätzen zu Beginn der Saison 2005/06 beendete Frederiksen seine Spielerkarriere, in der er für Viborg FF 299 Spiele bestritt und 119 Tore erzielte.

### Nationalmannschaft
Nachdem er bereits in der dänischen U-19- und U-21-Nationalmannschaft eingesetzt worden war, debütierte Frederiksen am 9. März 1994 in einem Freundschaftsspiel gegen England in der A-Nationalmannschaft. Bei der 0:1-Niederlage im Londoner Wembley-Stadion wurde er in der 72. Spielminute für Bent Christensen Arensøe eingewechselt. Danach wurde Frederiksen erst wieder 1998 für drei Spiele im Rahmen der Qualifikation zur Fußball-Europameisterschaft 2000 in die Nationalmannschaft berufen. Insgesamt absolvierte Frederiksen sechs A-Länderspiele, in denen er ein Tor erzielte.

### Trainerkarriere
Im Winter 2006 wurde Frederiksen Trainer des Drittligisten Skive IK, den er auf Anhieb in die 1. Division führte. Ende 2007 verließ er den Klub, um Assistenztrainer bei Viborg FF zu werden. Als Hans Eklund dort im April 2009 entlassen wurde, übernahm Frederiksen das Amt des Cheftrainers. Am Ende der Saison legte er diesen Posten nieder und wurde Assistent des neuen Trainers Lars Søndergaard. Nach einem weiteren Intermezzo als Cheftrainer 2011 blieb er bis 2016 Assistenztrainer in Viborg.
Im September 2017 wurde Frederiksen vom niederländischen Eredivisie-Klub SC Heerenveen, bei dem auch sein Sohn Emil spielte, als Scout verpflichtet.
Seit 2022 ist er als Kolumnist für die Zeitung Jyllands-Posten tätig.

## Erfolge
- Dänische Meisterschaft: 1994, 1999
- Torschützenkönig der Superliga: 1994, 2003